# پروالیو دیزئو
پرُوالیو دیزِئو (به ایتالیایی: Provaglio d'Iseo) یک کومونه در ایتالیا است که در استان برشا واقع شده‌است. پروالیو دیزئو ۱۶ کیلومتر مربع مساحت و ۷٬۲۳۷ نفر جمعیت دارد و ۳۳۰ متر بالاتر از سطح دریا واقع شده‌است.